# Porto-Santo-Tarantel
Die Porto-Santo-Tarantel (Hogna  maderiana, Syn.: Hogna schmitzi) ist eine Webspinne aus der Familie der Wolfspinnen (Lycosidae). Die Art erhält ihre deutsche Trivialbezeichnung durch ihr auf die portugiesische Insel Porto Santo begrenztes Verbreitungsgebiet und zählt zu den größten Spinnen Europas.

## Merkmale
Die Porto-Santo-Tarantel erreicht eine Körperlänge von 20 bis 30 Millimetern und eine Beinspannweite von 80 bis 100 (gelegentlich auch mehr) Millimetern. Die Grundfärbung der Art ist grau, wobei Prosoma und Opisthosoma zusätzlich für Wolfspinnen typische Zeichenelemente aufweisen. Auffällig ist die leuchtend orange Farbgebung der Oberseite der Beine ab den Tibien, die besonders bei den beiden vorderen Beinpaaren stark ausgeprägt ist. Die Farbgebung kann die Spinne an den Untergrund durch Häutungen anpassen.

## Vorkommen
Die Porto-Santo-Tarantel ist auf der namensgebenden und zur Inselgruppe Madeira sowie zum Staat Portugal zählenden Insel Porto Santo endemisch. Sie bewohnt das gesamte Gebiet der Insel einschließlich ihrer Nebeninseln. Mit Ausnahme von dicht bewaldeten Arealen ist sie in verschiedenen Habitaten anzutreffen, auch in der Nähe von menschlichen Siedlungen.

### Bedrohung und Schutz
Trotz ihres vergleichsweise kleinen Verbreitungsgebiets ist die Porto-Santo-Tarantel aufgrund ihrer Anpassungsfähigkeit, anders als etwa die nah verwandte und in ihrem Vorkommensgebiet ebenfalls endemische Deserta-Tarantel (Hogna ingens), nicht gefährdet. Die Art verfügt über stabile Populationen und wird von der IUCN als „nicht gefährdet“ eingestuft.

## Lebensweise
Die Porto-Santo-Tarantel ist ein Bodenbewohner und wie viele Wolfspinnen vorwiegend nachtaktiv, sie gräbt allerdings keine Wohnröhren. Wie fast alle Vertreter der Familie jagt auch die Porto-Santo-Tarantel frei laufend am Boden entweder als Lauerjäger oder aktiv jagend und dementsprechend ohne Fangnetz. Das Beuteschema umfasst überwiegend andere Arthropoden mit einer Größe bis zur eigenen Beinspannweite der Spinne. Bei Begegnung mit einem möglichen Prädatoren versucht die Porto-Santo-Tarantel zuerst zu fliehen. Andernfalls kann sie sich mittels einer für einige Spinnen der Überfamilie Lycosoidea oder auch denen der nicht näher verwandten Überfamilie der Vogelspinnenartigen typischen Drohgebärde, bei der das erste Beinpaar und die Pedipalpen erhoben werden, und notfalls mit einem Giftbiss verteidigen.

### Fortpflanzung
Das Fortpflanzungsverhalten der Porto-Santo-Tarantel ist überwiegend mit dem anderer Wolfspinnen identisch. Die Paarungszeit findet hauptsächlich im Sommer ab März statt. Das Männchen übt auch hier ein Balzverhalten aus, ehe es zur eigentlichen Paarung kommt. Nach der Paarung entwickelt das Weibchen einen höheren Nahrungsbedarf aufgrund der in ihm heranreifenden Eier, bis dieses anschließend einen Eikokon anfertigt und diesen an den Spinnwarzen angeheftet mit sich trägt. Die Jungtiere, deren Anzahl etwa 50 bis 300 beträgt, klettern, sobald sie geschlüpft sind, auf das Opisthosoma der Mutter und lassen sich von dieser tragen, ehe diese einige Tage nach Schlupf ihre Mutter verlassen und nun selbstständig heranwachsen. Weibchen mit Kokons oder Jungtieren können auch häufiger am Tage angetroffen werden. Sowohl die noch wachsenden Jungspinnen als auch die adulten Spinnen überwintern zwischen November und März. Die maximale Lebenserwartung der Porto-Santo-Tarantel beträgt beim Weibchen drei bis fünf und beim Männchen zwei Jahre.

## Bissunfälle und Symptome
Bedingt durch ihre Größe ist es der Porto-Santo-Tarantel auch möglich, den Menschen zu beißen. Allerdings wird dies von der wenig aggressiven Art nur in größter Not angewandt (s. Kapitel „Lebensweise“). Der Biss selber ist recht schmerzhaft und ruft Symptome wie eine erhöhte Temperatur, Schmerzen und Schwellungen im Bereich der Bisswunde hervor. Dazu kommen auch ein Brennen und ein verstärkt auftretender Puls, wobei diese Symptome bereits nach 24 Stunden wieder abklingen. Weitere Symptome oder medizinisch relevante Folgen löst der Biss dementsprechend nicht aus.

## Terraristik
Aufgrund ihrer für Wolfspinnen hoch ausfallende Größe (mitsamt Beinspannweite), ihrer Farbgebung und ihrer vergleichsweise leichten Haltung wird die Porto-Santo-Tarantel gelegentlich auch als Terrarientier gehalten. Nachzuchten der Art existieren in Gefangenschaft ebenfalls.

## Systematik
Die Porto-Santo-Tarantel wurde 1992 von Jörg Wunderlich als Hogna schmitzi beschrieben, es stellte sich jedoch heraus, dass es sich dabei um die bereits 1837 von Walckenaer als Lycosa tarentuloides maderiana beschriebene Unterart handelte. Lycosa tarentuloides maderiana war inzwischen zur eigenständigen Art erhoben und in die Gattung Hogna gestellt worden. Wegen der Prioritätsregel des ICZN gilt der Name H. schmitzi als Juniorsynonym zu Hogna maderiana.